# Gnetum ridleyi
Gnetum ridleyi là một loài thực vật hạt trần trong họ Gnetaceae. Loài này được Gamble ex Markgr. mô tả khoa học đầu tiên năm 1930.